# Папуа
Вижте пояснителната страница за други значения на Папуа.
Папуа (на английски: Papua) е владение на Великобритания, а след това на Австралия, на остров Нова Гвинея, съществувало от 1883 до 1975 година.
През 1883 година правителството на Куинсланд обявява анексирането на югоизточната част на острова, но решението е отхвърлено от британското правителство по финансови съображения. Все пак през 1884 година областта става британски протекторат, а през 1888 година – колония. През 1902 година британците предават управлението ѝ на новосъздадения доминион Австралия. След Първата световна война Австралия администрира като подмандатна територия и дотогавашното германско владение Нова Гвинея в североизточната част на острова. През следващите десетилетия двете области имат обща администрация, но запазват политическа и правна обособеност до 1975 година, когато получават независимост под името Папуа Нова Гвинея.